# Mejna pregrada
Mejna pregrada je ločilna pregrada, ki poteka po mednarodni meji. Takšne ovire so običajno zgrajene za namene nadzora meja in služijo za omejevanje nezakonitega prečkanja meje, trgovanja z ljudmi in tihotapljenja.  V primeru sporne ali nejasne meje lahko postavitev ovir služi kot enostransko utrjevanje teritorialne trditve, ki lahko nadomešča formalno razmejitev.
Primeri mejnih zidov vključujejo starodavni kitajski zid, vrsto zidov, ki ločujejo Kitajsko od nomadskih imperijev na severu, in nekdanji berlinski zid med vzhodom in zahodnim Berlinom. V začetku leta 2000 se je gradnja mejnih ovir povečala; polovica vseh mejnih pregrad, ki so bile zgrajene po koncu druge svetovne vojne leta 1945, je bilo zgrajenih po letu 2000.